# Uniwersytet w Taif
Uniwersytet w Taif, ‏جامعـــة الطائـــف‎ – prywatna saudyjska uczelnia, założona w 2004.